# Arichanna prodictyota
Arichanna prodictyota là một loài bướm đêm trong họ Geometridae.